# 堀野紗也加
堀野紗也加（1994年10月27日—），日本女性聲優。東京都出身，血型AB型。曾屬DSE。2015年8月曾因病入院，9月因加上精神壓力，公司判斷身心不適工作而休業。回歸後，2017年9月最後一次出現在活動公告。2019年4月1日以後，自公司網頁上消失。

## 出演作品
※粗體字為主要角色。

### 電視動畫
2014年
- 犬神同學和貓山同學（杜松美希音）[4]
- 關於完全聽不懂老公在說什麼的事（蛋蛋君）[5]

2015年
- 關於完全聽不懂老公在說什麼的事 第2期（蛋蛋君）[6]
- 群居姐妹（仲野咲月）[7]

2016年
- 大叔與棉花糖（廣子）
- 腐男子的高校生活（日语：腐男子高校生活）（女性客A、女學生A、腐女子A、圈主[8]、美由紀、女子A）
- 魔裝學園H×H（夏倫·卡寧甘）

### CD

#### 廣播劇CD
- citrus~柑橘味香氣~（水澤茉莉）[9]

#### 角色CD
- 犬神同學和貓山同學（杜松美希音）[1]
- 關於完全聽不懂老公在說什麼的事（蛋蛋君）[1]
- 群居姐妹（仲野咲月）

### 網路節目
2014年
- 犬神同學和貓山同學 Wonderful放送局的二人喵嗚♪（Nico直播，2014年4月－8月）[1]

### 舞台
2017年
- りーでぃんぐ☆ぱーてぃー（池袋GEKIBA，2017年9月29日－10月1日）[10]

## 外部連結
- 堀野紗也加·DSE官方網站 Archive.today的存檔，存档日期2014-11-30
- 堀野紗也加的X（前Twitter）[]